# شهرداری اهواز
شهرداری اهواز سازمان غیردولتی است که مسئولیت اداره شهر اهواز را برعهده دارد. بالاترین مقام اجرایی این سازمان شهردار است که توسط شورای شهر اهواز انتخاب می‌گردد. شهردار کنونی اهواز رضا امینی است. این شهرداری شامل ۸ منطقه است.

## تاریخچه
در بدو تأسیس شهرداری، مقام شهردار از سوی مرکز کشور معرفی می‌شد که با دایر شدن انجمن‌های ایالتی و ولایتی، شهردار با رأی انجمن شهر نصب یا عزل می‌گردید. نام میرزا علیخان اقبال در سال ۱۳۰۸ به عنوان اولین شهردار اهواز، به ثبت رسیده‌است. اما با توجه به اسناد و مدارک موجود، شهرداری اهواز در سال ۱۳۰۴ هجری شمسی تأسیس شد و اولین بودجه بلدیه ناصری به میزان ۱۸۰ هزار قران در سال ۱۳۰۷ خورشیدی به تصویب رسیده‌است. احتمال می‌رود در فاصله زمانی ۱۳۰۴ تا انتخاب اقبال به عنوان شهردار، یکی از معتمدین و کاردانان شهر موسوم به «حاج نائب» به‌طور غیررسمی وظایف شهردار را برعهده داشته و بر فعالیت کسبه، رفت و روب و آبپاشی معابر نظارت داشته‌است.